# Пшаснишки окръг
Пшаснишки окръг (на полски: Powiat przasnyski) е окръг в Североизточна Полша, Мазовско войводство. Заема площ от 1218,58 км2. Административен център е град Пшасниш.

## География
Окръгът се намира в историческата област Мазовия. Разположен е в северната част на войводството.

## Население
Населението на окръга възлиза на 53 791 души (2013 г.). Гъстотата е 44 души/км2.

## Административно деление
Административно окръгът е разделен на 7 общини.
Градска община:
- Пшасниш

Градско-селска община:
- Община Хожеле

Селски общини:
- Община Йеднорожец
- Община Красне
- Община Мала Кшиновлога
- Община Пшасниш
- Община Чернице Борове

## Галерия
- Хожеле